# Markthalle Pont-l’Abbé

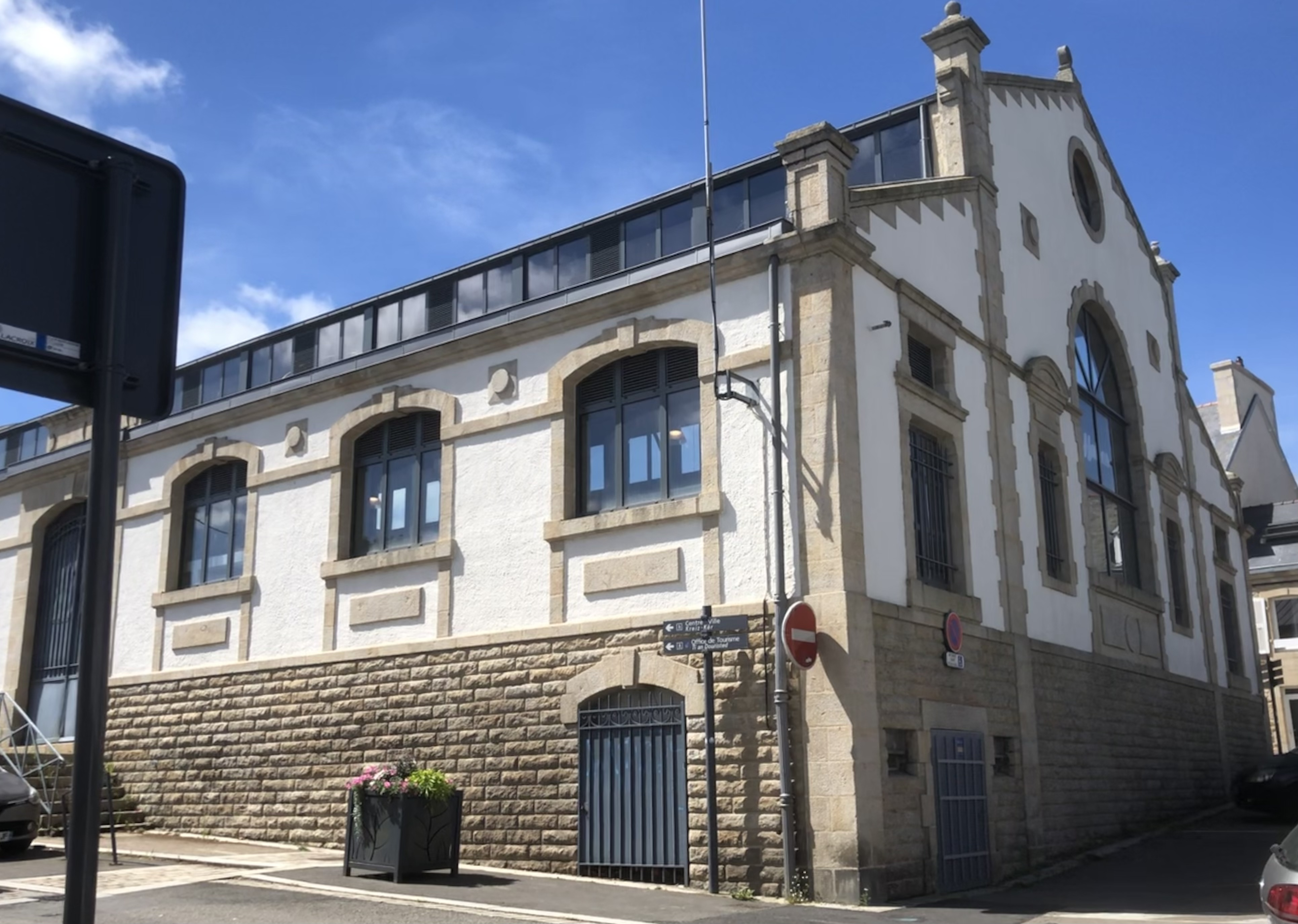
Markthalle, Blick von Nordosten, 2022

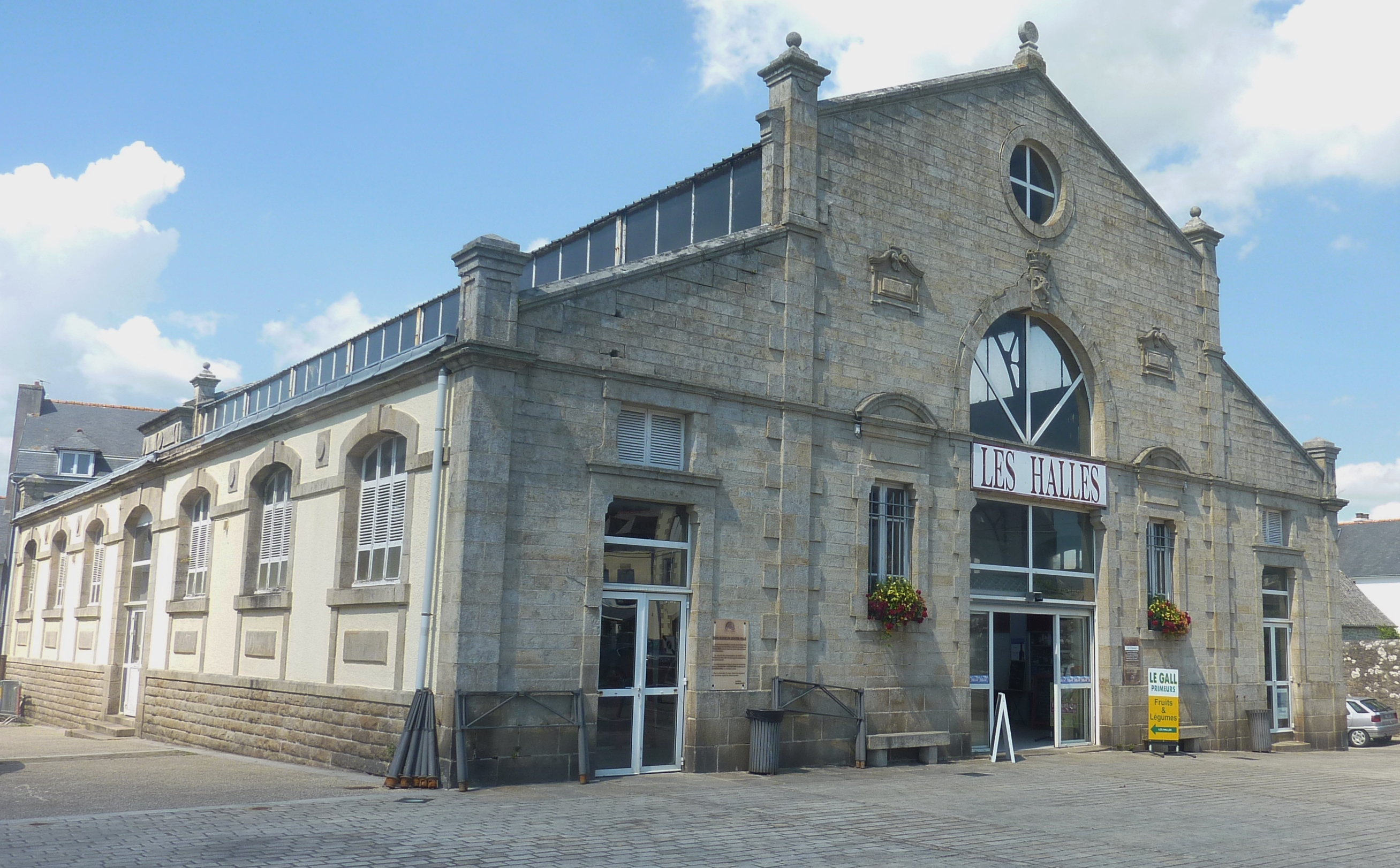
2014

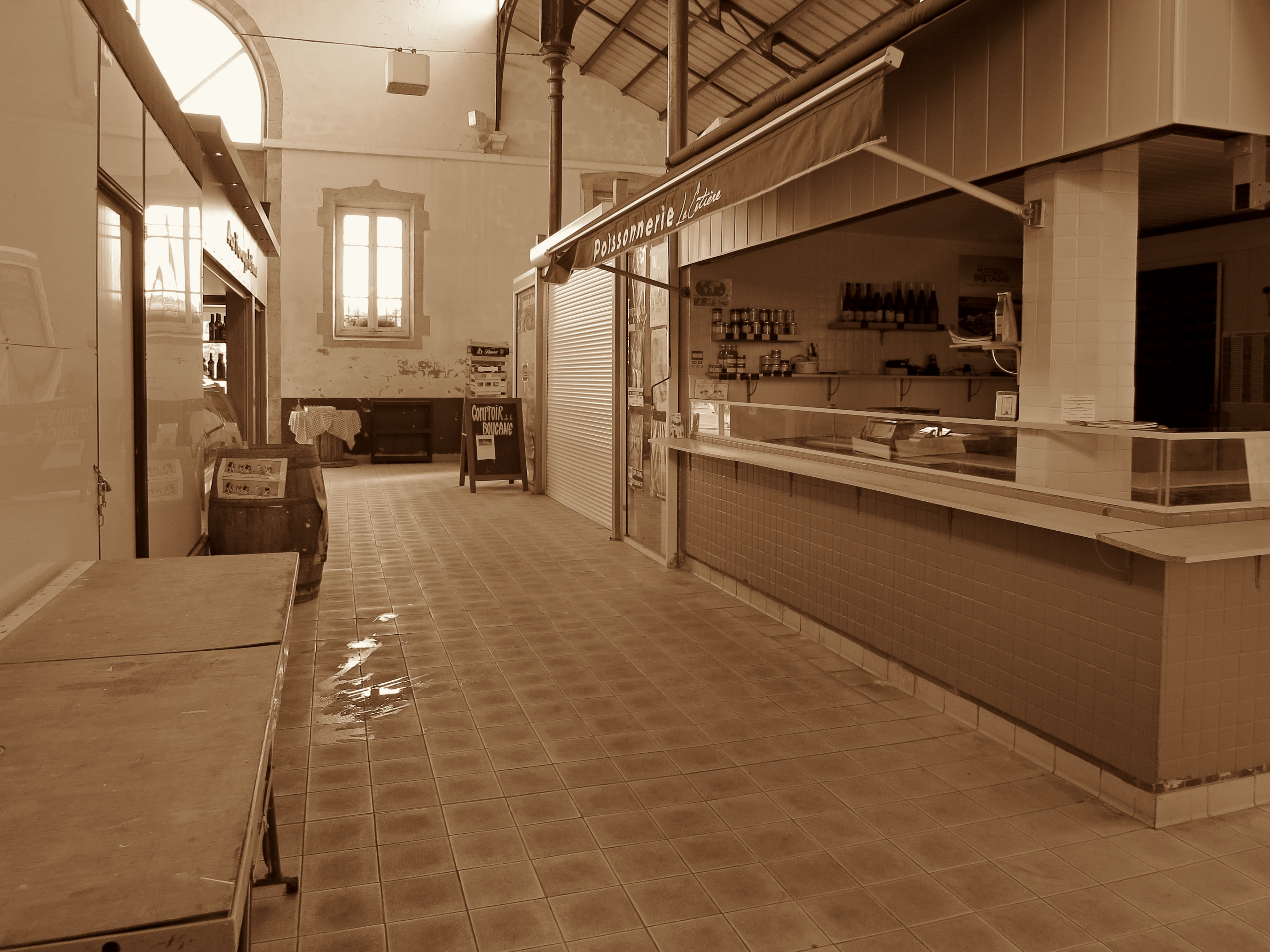
Innenansicht, 2016

Die Markthalle Pont-l’Abbé (französisch Les Halles de Pont l’Abbé) ist eine Markthalle in Pont-l’Abbé in der Bretagne in Frankreich.

## Lage
Sie befindet sich im nördlichen Teil des Stadtzentrums von Pont-l’Abbé an der Adresse Place de la République. Südlich erstreckt sich der Marktplatz der Stadt.

## Geschichte und Architektur
Eine erste mittelalterliche Markthalle bestand in der Stadt bis 1841. Sie befand sich jedoch in der Mitte der Straße Rue Kéréon, der heutigen Rue du Général de Gaulle. Sie wurde abgerissen und durch einen Neubau ersetzt, der in einer Querstraße zur Rue Kéréon lag. Ende des 19. Jahrhunderts wurde dann vom Stadtrat und dem Bürgermeister Raoul De Najac der Neubau einer modernen und funktionsfähigen Markthalle beschlossen. Im Mai 1899 erfolgte die Eröffnung der Markthalle. In Folge eines Siegs der Opposition bei Kommunalwahlen wurde die Halle jedoch im Jahr 1900 wieder geschlossen. Erst nach der nächsten Kommunalwahl wurde die Markthalle im Jahr 1904 wieder, diesmal dauerhaft eröffnet.
Die 220 m² umfassende Halle verfügt im Inneren über eine Metallkonstruktion, die an Bauten Gustave Eiffels erinnert. 2018 wurde die Markthalle renoviert. Es wurden 700.000 € aufgewendet. Die Wiedereröffnung erfolgte durch Bürgermeister Stéphane Le Doarê. Zugleich wurde eine Aufnahme in das Denkmalverzeichnis erwogen.
In der Markthalle wird von neun Händlern (Stand 2018) Käse, Fleisch und Wurstwaren, Feinkost, Delikatessen, wie geräucherter Fisch und Algen, Konserven, Obst und Gemüse, Fisch und Crêpes angeboten.